# Astrid Norstedt
Astrid Moberg Norstedt (* 19. Juni 2001) ist eine schwedische Skispringerin.

## Werdegang
Astrid Norstedt startet für IF Friska Viljor. Sie debütierte bei zwei Wettbewerben am 11. und 12. März 2016 in Harrachov im FIS Cup, wo sie einmal den 36. Platz belegte und einmal disqualifiziert wurde. Seitdem folgen regelmäßig weitere Starts im FIS Cup. Ein halbes Jahr später startete Norstedt am 10. September 2016 im Rahmen eines Wettbewerbs in Lillehammer zum ersten Mal im Continental Cup, wo sie den 30. Platz erreichte und damit noch ihre ersten Continental-Cup-Punkte verpasste. Dies gelang ihr ein Jahr später mit einem 25. Platz beim Wettbewerb in Trondheim. Ihre beste Platzierung im Continental Cup bisher (Stand März 2019) war ein 15. Platz im Januar 2019 in Planica.
Bei den Schwedischen Meisterschaften 2018 am 13. Oktober 2018 in Örnsköldsvik gewann Norstedt die Goldmedaille.
Am 10. Februar 2019 debütierte Norstedt schließlich in Ljubno im Skisprung-Weltcup, verpasste hierbei jedoch mit einem 55. Platz klar den zweiten Durchgang. Im weiteren Saisonverlauf startete sie im März 2019 mehrmals im Rahmen der Raw Air 2019, konnte sich jedoch mit den Plätzen 43, 43 und 42 jeweils nicht für die Einzelwettbewerbe qualifizieren.

## Statistik

### Weltcup-Platzierungen
| Saison  | Platz | Punkte |
| ------- | ----- | ------ |
| 2019/20 | 47.   | 003    |

### Grand-Prix-Platzierungen
| Saison | Platz | Punkte |
| ------ | ----- | ------ |
| 2019   | 44.   | 002    |

### Continental-Cup-Platzierungen
| Saison  | Platz | Punkte |
| ------- | ----- | ------ |
| 2017/18 | 52.   | 031    |
| 2018/19 | 48.   | 028    |
| 2019/20 | 17.   | 157    |
| 2020/21 | 08.   | 065    |